# Maison Agry

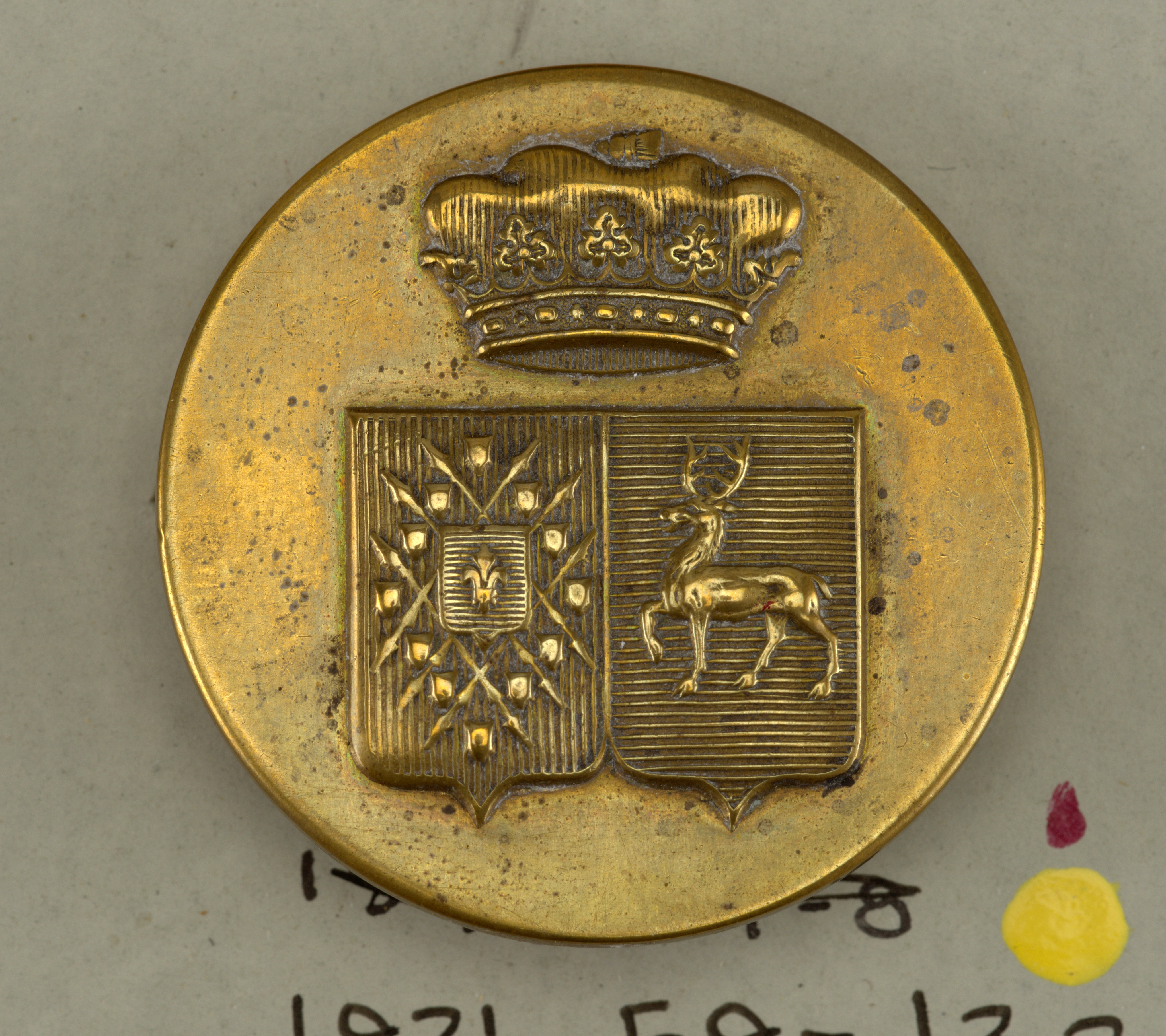
Bouton personnalisé aux armes d'un client, bronze plaqué or, vers 1860 ; au dos figure Agry 14 rue Castiglione Mon. Bouvet — New York, Cooper–Hewitt, Smithsonian Design Museum.

Agry ou Maison Agry est une entreprise française fondée en 1825 de gravure héraldique et de fournitures en papeterie personnalisée.

## Histoire
Agry, installée au 14 rue de Castiglione (1er arrondissement de Paris) depuis le milieu du XIXe siècle, a déménagé en 2023 au 63 bis rue du Cardinal-Lemoine (5e arrondissement). Indépendante, la direction est familiale, sept générations se sont succédé depuis, transmettant un savoir-faire en matière de gravure sur matrice en métal. À la fin des années 1820, le sculpteur-médailleur Louis-Charles Bouvet ouvre boutique au 14 rue de Castiglione ; graveur du roi et des ambassades,, il transmet son commerce au début des années 1860 à François-Marie Agry.
La boutique historique abrite de remarquables boiseries, de style Charles X.
En 2024, la Maison Agry déménage au 62 rue François-Ier (Paris 8e).

## Prestations
Agry est l'une des dernières à façonner des outils à dorer le cuir entièrement faits à la main, préservant ainsi la tradition du savoir-faire des métiers d'art. Agry offre un large choix de gravures héraldiques sur différents supports et sous différentes formes : 
- Boutons, boutons de blazers et bijoux de vénerie
- Bronzes animaliers
- Chevalière
- Création d'armoiries, de monogramme, de symbole, de logotype
- En-tête de papier à lettres, cartes de visites, faire-part, ex-libris
- Fers à dorer faits à la main
- Insignes, médailles, gravure ornementale sur argenterie
- Motifs sur parchemin, sur bois, sur porcelaine